# Ígor Nóvikov
Ígor Dmítrievich Nóvikov (en ruso: И́горь Дми́триевич Но́виков Moscú, 10 de noviembre de 1935) es un astrofísico teórico y cosmólogo ruso, anteriormente soviético.
Nóvikov formuló el principio de autoconsistencia de Nóvikov a mediados de los 80, una importante contribución a la teoría del viaje a través del tiempo.
Nóvikov consiguió su Ph.D. en astrofísica en 1965 y el Doctorado en astrofísica en 1970. De 1974 a 1990 fue jefe del Departamento de Astrofísica Relativista en el Instituto de Investigación Espacial en Moscú. Antes de 1991 fue jefe del Departamento de Astrofísica Teórica en el Instituto de Física Lébedev en Moscú y profesor en la Universidad Estatal de Moscú. Desde 1994 ha sido director del Centro de Astrofísica Teórica (TAC) de la Universidad de Copenhague, Dinamarca. Actualmente también es profesor de astrofísica en el Observatorio de la Universidad de Copenhague, donde ha estado desde 1991. Desde 1998 es Miembro de la Royal Astronomical Society.
Nóvikov está casado con Eleonora Kotok y tiene dos hijos, Elena y Dmitri. Su padre desapareció bajo el mandato de Stalin y su madre pasó años en el Gulag. Eventualmente quedó bajo la protección de Yákov Zeldóvich.

En el videojuego Star Citizen hay un equipo llamado "undersuit Novikov", un equipo de protección individual altamente sofisticado que asegura a su portador la supervivencia a temperaturas de hasta -225 °C.

## Publicaciones
Escribió varios libros populares que provocaron fascinación, similar a los de Stephen Hawking:
- Black Holes and the Universe, (traducido por Vitaly I. Kisin, Cambridge University Press 1995)
- The River of Time, (traducido por Vitaly I. Kisin, Cambridge University Press 1998, 2001)

Fue autor y coautor de 15 libros sobre cosmología y astrofísica, y escribió, con Aleksandr S. Sharov, una biografía de Edwin Hubble, E. Hubble, Life and Work (Cambridge University Press 1992).
- Datos: Q931008
- Multimedia: Igor Dmitrievich Novikov / Q931008